# Thokarpa
Thokarpa (en népalais : ठोकर्पा) est un comité de développement villageois du Népal situé dans le district de Sindhulpalchok. Au recensement de 2011, il comptait 4 373 habitants.